# 24-та окрема бригада спеціального призначення (СРСР)
24-та окрема бригада спеціального призначення (24 ОБрСпП, в/ч 44996; з 1991: 55433) — формування військ спеціального призначення Радянської армії, що існувало у 1977—1992 роках.
Після розпаду СРСР бригада увійшла до складу Збройних сил Російської Федерації.

## Історія
1 жовтня 1961 року у Забайкальському військовому окрузі було сформовано 806-ту окрему роту спеціального призначення (або військова частина 64656) чисельністю 117 осіб з прямим підпорядкуванням штабу округу.
1 листопада 1977, згідно з директивою Генерального штабу ЗС СРСР, на базі 806-ї роти була створена 24-та окрема бригада спеціального призначення (військова частина 55433) у складі Забайкальського військового округу. Пунктом дислокації була Ясна Оловянінського району Читинської області.
У деяких джерелах основою для створення 24-ї бригади вказують 18-у окрему роту спеціального призначення, що можливо не є вірним твердженням оскільки 18-та рота продовжувала існувати у складі 36-ї загальновійськової армії ЗабВО до кінця 1980-х років.
25 травня 1978 року 24-та бригада була передислокована у військове містечко розформованої військової частини РВСП у 6 км від Хара-Бірка й 50 км від Мирна того ж району.
Як і всі бригади спеціального призначення, створені на початку 1960-х років (за винятком 3-ї бригади), 24-та бригада була кадровим формуванням, в якому по штатам мирного часу особовий склад був 300—350 осіб. За введенням воєнного стану, за рахунок мобілізації військовослужбовців запасу та проведення 30-денних зборів, 24-та бригада розгорталася в повноцінне боєздатне з'єднання з особовим складом у 1700 осіб.
В середині 1970-х років штати окремих бригад спеціального призначення були розгорнуті до 60-80 % від штату воєнного часу.
За штатом мирного часу 24-та бригада складалася з наступних підрозділів:
- Управління бригади й підрозділи при ній:
загін спеціальної радіозв'язку;
рота господарського забезпечення.
- 261-й окремий загін спеціального призначення;
- 281-й окремий загін спеціального призначення;
- 282-й окремий загін спеціального призначення (кадра);
- 297-й окремий загін спеціального призначення (кадра);
- 641-й окремий загін спеціального призначення (кадра).

За деякими даними в 1984 році відбулося розгортання 281-го окремого загону спеціального призначення в зведений загін (батальйон 6-ротного складу) по штату аналогічних формувань створювалися одночасно у 5-й, 8-й, 9-й, 16-й і 22-й окремих бригадах спеціального призначення, призначених для відправки в Афганістан. При цьому розгорнутий 281-й загін, на відміну від інших загонів, в Афганістан надіслано не було.
10 вересня 1987 року 24-а бригада була передислокована на південь від Кяхти у прикордонний з Монголією Кяхтинський район.
При передислокації бригади у Кяхту, 282-й загін (в/ч 20662) було передано в підпорядкування 14-й бригаді Далекосхідного військового округу й передислокований у Матвіївку, Хабаровського краю.
Склад 24-ї окремої бригади спеціального призначення на 1989 рік (всі підрозділи і частини бригади дислокувалися біля Кяхти):
- Управління бригади (в/ч 55433) й підрозділи при ній:

- загін спеціальної радіозв'язку;
- рота мінування;
- рота матеріально-технічного забезпечення;
- комендантський взвод.

- 281-й окремий загін спеціального призначення (в/ч 44996);
- 297-й окремий загін спеціального призначення (в/ч 44998);
- 261-й окремий загін спеціального призначення (кадра);
- 641-й окремий загін спеціального призначення (кадра);

Після розпаду СРСР 1992 року бригада увійшла до складу Збройних сил Російської Федерації.

## Командування
За наявними даними:
- Іванов Едуард Михайлович — 1977—1982;
- Колб Григорій Ананійович — 1982—1986;
- Кузьмін Володимир Іванович — 1986—1990;
- Бойко Олександр Михайлович — 1990—1992;

## Матеріали
- Michael Holm, 24th independent Special Forces Brigade GRU(англ.) // ww2.dk